# 계 (불교)
불교에서 계(戒, 산스크리트어: Śīla, 팔리어: sīla)는 덕, 바른 행동, 도덕, 도덕의 규율, 계율을 말하며, 그것을 위해 노력하는 것 또한 계라고 한다. 계는 정(定), 혜(慧)와 함께 삼학(三學)에 속하며, 바라밀의 두 번째 행인 지계(持戒)이다. 계는 생각과 말과 행위의 도덕적인 순수성을 뜻하며, 넓은 의미로 도덕적인 행동 전체를 포괄한다.

## 종류
계에는 몇 가지 종류가 있는데, 재가인(在家人)이 지켜야 하는 오계(五戒), 재가인이 14일간의 금식 기간에 지켜야 하는 팔계(八戒), 사미(沙彌)와 사미니(沙彌尼)가 지켜야 하는 십계(十戒), 그 밖에 비구와 비구니가 지켜야 하는 계본(戒本)이 있다. 보통 사람들은 일반적으로 모든 불교 사원에서 행해지는 오계에 따라 생활하며, 희망에 따라 금식 기간에 행해지는 팔계에 따라 생활한다.

### 오계
오계(五戒)에는 다음과 같은 계율이 있다.
- 1. 목숨을 빼앗는 것의 금지.
- 2. 남이 주지 않은 것을 취하는 것의 금지.
- 3. 간음하는 것의 금지.
- 4. 거짓을 말하는 것의 금지.
- 5. 술이나 마약에 취하는 것의 금지.

### 팔계
팔계(八戒)에는 다음과 같은 계율이 있다.
- 6. 정오 후에 음식을 먹는 것의 금지.
- 7. 장식물로 몸을 치장하고 향수를 쓰는 것의 금지.
- 8. 사치스럽고 높은 침대에서 잠을 자는 것의 금지.

### 십계
십계(十戒)에는 다음과 같은 계율이 있다.
- 9. 세속적인 오락에 빠지는 것의 금지.
- 10. 금이나 은을 취하는 것의 금지.

### 계본
계본(戒本)은 비구와 비구니가 지켜야 할 규율로, 총 227가지가 있다. 하지만, 율장(律藏)에 기록된 계본의 내용은 율(律)의 적용 정도에 따라 각 사원마다 조금씩 다르다.

## 같이 보기
- 율(律)
- 묘(妙)
- 5계(五戒)
- 10선(十善)
- 5악(五惡)
- 10악(十惡)

## 참고 문헌
- Bodhi, Bhikkhu (2005). In the Buddha's Words: An Anthology of Discourses from the Pali Canon. Boston: Wisdom Publications. ISBN 0-86171-491-1.
- Gethin, Rupert (1998). The Foundations of Buddhism. Oxford: Oxford University Press. ISBN 0-19-289223-1.
- Gombrich, Richard (2002). Theravāda Buddhism: A Social History from Ancient Benares to Modern Colombo. London: Routledge. ISBN 0-415-07585-8.
- Harvey, Peter (1990). An Introduction to Buddhism: Teachings, History and Practices. Cambridge: Cambridge University. ISBN 0-521-31333-3.
- Ñāṇamoli, Bhikkhu (trans.) (1999). The Path of Purification: Visuddhimagga. Seattle, WA: BPS Pariyatti Editions. ISBN 1-928706-00-2.
- Nyanatiloka Mahathera (1988). Buddhist Dictionary: Manual of Buddhist Terms and Doctrines. Kandy: Buddhist Publication Society. ISBN 955-24-0019-8.  Retrieved 2008-02-17 from "BuddhaSasana" at http://www.budsas.org/ebud/bud-dict/dic_idx.htm.
- Saddhatissa, Hammalawa (1987). Buddhist Ethics: The Path to Nirvāna. London: Wisdom Publications. ISBN 0-86171-53-3.
- Thanissaro Bhikkhu (1999). The Ten Perfections: A Study Guide. Retrieved 2008-02-17 from "Access to Insight" at http://www.accesstoinsight.org/lib/study/perfections.html.
- Warder, A.K. (2004). Indian Buddhism. Delhi: Motilal Banarsidass. ISBN 81-208-1741-9.